# 七菜原ココ
七菜原 ココ（ななはら ここ、1997年3月15日 - ）は、日本の女優、元AV女優。2020年末をもってマインズを退所し、AV女優を引退。

## 略歴・人物
2015年10月、ロリ系の巨乳AV女優としてデビュー。
2018年5月に芸名を「七栄ここ」に改名したが、1年後の2019年5月に「七菜原ココ」に戻した。
2021年2月1日、自身のTwitterで
2020年末でマインズを退所したこと、合わせてAV女優引退を発表した。役者としては活動名を「七々原 瑚子」として継続する。
2021年6月30日、関西のピンク映画賞であるぴんくりんく女優賞最優秀新人女優賞を受賞。

## 出演作品

### アダルトDVD
2015年
- 新・素人娘、お貸しします。 VOL.40（10月22日、プレステージ）※「中原心音」名義
- 趣味の催眠術を女の子に試してみると思いのほか術にかかってしまい僕のいいなりに!? さらにオシッコを漏らしながら自ら挿れてと懇願し、終いには「お願い中に出して!」と…（11月2日、DOC）他出演:明日美さき、並木あゆ
- 2度見しちゃうほど可愛いプロゴルファーの卵はアルバトロス級のエロBODYを持つ18才でした。（11月13日、FIRST STAR）
- 「ママには内緒だよ。」 パパと2人きりずぼずぼ中出し旅行（11月19日、キチックス）※「ここね」名義
- J●とびっこ散歩! 2 〜リモバイ挿れたまま散歩できるかな?〜（12月10日、DOC）※「あおい」名義　他出演:くみ、みく、かな、まゆみ、のぞみ、リコ、あい、ゆうか

2016年
- JKにオナホを渡し 「僕のチ○コを思いっきりシゴいて下さい!」（1月9日、DOC）※「れい」名義　他出演:みく、あやめ、あい、あい、れい、もも、ちあき、エリカ
- 家庭教師を誘惑するパイパン小悪魔思春期娘（1月24日、思春期.com）
- オフパコ報告 コスプレイベントナンパ連れ込みSEX隠し撮り 素人レイヤーに声を掛けハメ撮り中出し無許可販売（2月12日、TMA）※「COCO」名義　他出演:まゆしぃ
- SOD女子社員 第2回!! ユーザー様をご招待して社内でHなお花見 まだ桜が咲いていなかったので代わりに美マン女子社員がサクラ色おま○こを満開にして超赤面接待! 美マン素股早ヌキ・美マン3連ツインタワー・美マンおっぴろげ大回転 6名全員が咲き乱れSEX! 美マンづくしで春を呼ぶ くぱぁの宴（3月5日、SODクリエイト）※「長澤夏恋」名義　共演:里崎真樹、佐藤凛華、杉野瑠衣、山瀬美鈴、寺内希
- 嘘発見器でJKを丸ハダカ! 「本当はエッチ好きなんでしょ?」（3月11日、DOC）※「さえこ」名義　他出演:まゆ、まき、えり、まな、なつき、ゆき、まりあ、しずか
- 最近ソソりまくる妹にイタズラ半分で大人の玩具をプレゼント! 嫌がったものの、本当は興味津々らしくコッソリ試しているのを覗き見、オナニーする兄妹!互いに気づくも知らぬフリしていたが我慢出来ず、いけない事と思いながら近親相姦!気持ちよすぎて玩具はもういらない。（3月17日、SOSORU×GARCON）他出演:川美優香、南梨央奈
- 部活ちゃん 2 水泳部（3月28日、思春期.com）
- 内緒で、日曜日、担任と。 ここ 148cm（4月1日、ミニマム）
- 素人盗撮買取映像 現役教師による女子校生盗撮動画 教え子との禁断の中出しセックスの一部始終（4月7日、国芳）
- 中出し漬け調教 電マ拘束 ここ（4月7日、親父の個撮）
- 少し曲がったデカチンとの相性が良すぎて、中出しでイキまくるパイパン女子校生（4月13日、無垢）※「ななこ」名義
- こたつ内はパンツ見放題という新事実!我慢できずマ●コにイタズラしたら、既に火照ってトロトロになっていた（4月25日、かぐや姫）他出演:木南日菜、川菜ひかる
- 羞恥 －新入生－ 発育健康診断 2016春（5月12日、サディスティックヴィレッジ）※「奈菜原心美」名義　共演:三崎かんな、彩名愛実、乙葉奈菜、白石美緒
- 田舎のお嬢様学校の女子校生をさらってレイプ、射精直前に「お前より可愛い娘を今すぐ電話で呼ばないと中出しするぞ」と脅して友達を連れてこさせてその娘もレイプ、そして結局全員ナマ中出し! 5（5月12日、サディスティックヴィレッジ）※「サオリ」名義　他出演:ミオ、ナナ、サトコ、カンナ
- 女子校生集団催眠中出し乱交 〜白目を剥きチ○ポを求める女子校生10人〜（5月13日、TMA）共演:椎名そら、あゆな虹恋、水城りの、森はるら、松浦ゆきな、なごみ、あおいれな、美森すずか、乙葉ななせ
- ディルド1本で大妄想 1人で発情する変態人妻淫語オナニー 全員撮り下ろし10人（5月12日、かぐや姫）他出演:若槻みづな、木南日菜、宇野杏奈、水元恵梨香、新崎雛子、白河里奈、羽田璃子、紺野ひかる、南希海
- 【速報】少子化対策本部がフリーSEX券を発行（5月25日、かぐや姫）他出演:木南日菜、川菜ひかる
- 義理の妹JKに「擦りつけるだけだよ」という約束で素股してもらっていたら互いに気持ち良すぎてマ○コはグッショリ!でヌルっと生挿入!「え!?入ってる?」でもどうにも止まらなくて中出し!（6月9日、アイエナジー）他出演:なつめ愛莉、森保さな、まひろ芽唯 ほか
- マンションで露出・羞恥プレイするソソるお姉さん 陽気のせいか僕の住んでいるマンションにコートの下が丸裸のソソるお姉さんが!!露出の羞恥心でアソコもヌレヌレ マン汁を垂らしながら恥ずかしそうに頬を染めて勃起チ○ポを求めてきた!!（6月9日、SOSORU×GARCON）他出演:高橋まほ、吉田花
- 「計画されていた家庭内乱交」 父が再婚し、ボクに綺麗な義母が出来た。しかも超可愛いJK姉妹のおまけ付き!父は義母の連れ子姉妹に実は興味があったようで何かにつけてセクハラまがいのスキンシップの数々!かたや僕は毎晩、父と義母のセックスを覗いてはオナニーしていたが、ある晩、姉妹までが覗きに現れてびっくり!そして父は覗いていた姉妹に気づくと半ば強引に部屋に引き入れ「こういう家族のカタチもあるんだ」と姉妹とまさかのセックス開始！ ボクはボクで義母に覗きがバレて「毎晩私たちのこと見てたでしょ」と言われモジモジしていたら手を引かれ…禁断の家庭内乱交が始まった。（6月19日、Hunter）他出演:稲村ひかり、月島ななこ、椎名そら、絢森いちか
- JK密着 ささやき淫語手コキ（7月1日、OFFICE K'S）他出演:白桃心奈、あさひ奈々、胡桃ここあ、涼宮琴音、朝比奈京子
- 超ドUP!オマ○コいじり（7月15日、OFFICE K'S）他出演:涼宮琴音、江上しほ、小泉まり、横尾咲希、あさひ奈々、ゆり菜すず、朝比奈京子、胡桃ここあ、三喜本のぞみ
- 楽しいファン感アイドルバスツアーのはずが酷すぎる運営の対応にブチギレ! ヲタクたちにアイドルが好き勝手に犯されまくる性欲処理孕ませ乱交レイプ (7月21日、SODクリエイト) 共演:北川エリカ、宮崎あや、広瀬うみ

2017年
- 姪っ子とおじさんの夏休み（9月1日、思春期.com）
- うちの娘、家ではブラジャーを着けないので、父としてはちょっと困ってます… ココちゃん 七菜原ココ（11月21日、思春期.com）

2018年
- 恋するパンチラ ～無邪気なキミのパンチラに恋してる～（1月13日、アロマ企画）

2019年
- 魔法美少女マジカルマスク ～まちのえっちなケーキやさん～ 七菜原ココ（9月22日、GIGA）
- 僕は家庭教師 真っ昼間、教え子に誘惑されて犯●れて、甘い匂いの香る密室での夢のような淫靡な時間… 七菜原ココ（9月24日、思春期フィクション）
- 赴任した学校は『私立泡商学園』ここはソープランドに関する専門教育機関！生徒は未来のソープ嬢！先生は伝説のソープ嬢！学園唯一の男のボクは…（12月7日、ゴールデンタイム）
- おじさん、私のオシッコ飲みたいの？ 七菜原ココ（12月12日、レイディックス）
- この人の身体に初めて触れ、秘めていた感情を抑えることが出来なかった放課後（12月13日、ヒメゴト）

2020年
- いつの間にか僕の部屋でたむろうようになった家出女子校生たちは、いつも僕のチ●ポを弄ぶ！2 桜井千春 七菜原ココ 石原理央 富田優衣（3月13日、BAZOOKA）
- 耳舐め囁き洗脳された巨乳レズビアンが彼女の前で寝取られ堕ちた日。（4月7日、ビビアン）
- 真夏の女子寮でクーラーが壊れたら… JD4人が汗だくで濃厚レズビアン（8月7日、ビビアン）
- 監禁 拘束した少女を人形のように弄ぶ変質者の異常性癖 七菜原ココ（9月10日、アイエナジー）
- 妹の友達の小悪魔パンチラ誘惑。家族が横にいるのにチ○コにむしゃぶりつきスリルを楽しむ悪い娘。マッサージでキモチ良くさせてハメ撮りさせてもらいました。 七菜原ココ（11月12日、ディレクターズ）
- 恋愛禁止のシェアハウスでこっそりヤリまくっていたことが暴露された日、この男女6人はルール無視の大乱交でハメまくる（11月13日、ヒメゴト）
- 非日常的 着衣浴尿の世界（12月10日、レディックス）
- 黒髪娘のクリトリスの形までハッキリわかる！ノーモザイク連続絶頂パンツ越しオナニー（12月24日、アイエナジー）

### イメージDVD
- Pure Moe Mix（2016年1月25日、日本コンテンツ流通）
- いいなりレイヤー!（2016年3月26日、スパークビジョン）
- Teenage Temptation（2016年3月30日、オルスタックソフト販売）※「小原七菜」名義

## 出演

### インターネット放送
- うにいかTV（2017年10月12日、FRESH!）＊第2回ゲスト[4][5]
- トイズハートプレゼンツ「ハートの部屋（仮）」（2017年11月15日、ニコニコ生放送（ニコニコ動画））＊第18回ゲスト[6][7][8]
- 桃色♡ゲームチャンネル（2018年3月1日、AbemaTVウルトラゲームス）[9]
- あしたのSHOW（2020年3月10日、HIGHBEAM8）アシスタント[10]

### 舞台
- ポーカーフェイス第8話~言霊~（2018年10月25日 - 11月5日、A-garage） - 渡辺薫 役
- SOD女子社員×三栄町LIVE『女子社員演劇倶楽部～来るなサンSyain〜』（2019年8月20日 - 25日、三栄町LIVE STAGE） - SOD女子社員 役[11]
- 三栄町 LIVE × 演劇ユニット愚者愚者 第四回公演『鵜呑む人。』-前編-（2020年11月3日 - 15日、三栄町LIVE STAGE）
- 一日初恋村（2021年1月31日、新宿V-1）
- 初恋村修学旅行in福岡（2021年2月5日、6日、大名MKホール）
- 三栄町LIVE×演劇ユニット愚者愚者 特別公演 「マイノリティ家族。」（2021年3月16日 - 3月22日、四谷三丁目ドリームシアター）
- 母孵ル、（2022年2月23日 - 27日、東京・劇場MOMO）
- 性年カンバイ（2022年5月7日 - 15日、東京・STUDIOユーキース）
- 産声が聴こえない｡（2022年7月6日 - 10日、新宿スターフィールド、2025年6月11日 - 15日、サンモールスタジオ）
- 嫌な女ほど何故こんなに愛しいのか（2022年7月22日 - 24日、赤坂チャンスシアター）
- 運勢最悪の日!（2024年3月27日、29日、30日、新宿lucky base）
- Starting Over（2024年6月19日 - 23日、サンモールスタジオ）
- MIX（2025年2月12日 - 16日、高田馬場ラビネスト）

### 映画
- 感染 -彼女はいま"シャチ"になる-（2020年6月、自主映画、監督：黒沢秋） - 紗枝 役[12]
- つれこむ女 したがりぼっち（2020年7月17日、オーピー映画） - 容子 役[13]
- 生つば美人妻　妄想で寝取られて（2021年2月12日、オーピー映画） - 劇中劇の人物 役
- 人妻一番!二人きりトゥナイト（2021年3月12日、オーピー映画）[14] - ハナカ 役
- 淫靡な女たち  イキたいとこでイク!（2021年4月9日、オーピー映画） - 幹夫の彼女 役
- ペッティング・モンスター  快楽喰いまくり（2021年7月30日、オーピー映画） - ゆいか 役
- 胸騒ぎがする! 〜ヒールズ・フォーエバー〜（2022年12月9日、オーピー映画） - 木村 役
- 人妻怪談 淫欲むせび泣き（2025年8月1日、オーピー映画、監督：山内大輔） - 霊界の従者 役

### MV
- エザキマサル卍「1991 NICE！」（2021年7月7日、塩出太志監督）[15]